# اگریکالچر ریسرچ
مجلهٔ تحقیقات کشاورزی (به انگلیسی: Agricultural Research) نام یکی از مطبوعات استان فارس در دوران پهلوی دوم است. این نشریه از سال ۱۳۵۰ خورشیدی به وسیله دانشگاه پهلوی و به زبان انگلیسی، در شیراز به چاپ رسیده است.